# Raymond de Borrekens
Raymond Constantin Ghislain Marie-Joseph de Borrekens (Vorselaar, 12 oktober 1899 - Herentals, 6 oktober 1998) was een edelman van het geslacht De Borrekens. Hij was baron bij erfrecht en burgemeester van Vorselaar van 1938 tot 1939 en van 1948 tot 1969.
Raymond de Borrekens werd verkozen als gemeenteraadslid in 1932 en zetelde in de gemeenteraad sinds 1 januari 1933. Door de ziekte van burgemeester Emiel Claeys was hij van 1938 tot 1939 waarnemend burgemeester. Met de spanningen aan de vooravond van de Tweede Wereldoorlog werd besloten zijn broer Louis de Borrekens vervolgens als burgemeester voor te dragen, en werd Raymond de Borrekens arrondissementscommissaris van Turnhout. Hij was van 1940 tot 1945 ook reserve-officier. In 1948 was het dan wel definitief aan hem het dorp als burgemeester te sturen.  Hij zou de functie zonder veel politieke tegenstand besturen tot hij in 1970 werd opgevolgd door Daniël Claes.
Hij was de laatste baron die daadwerkelijk op het Kasteel de Borrekens in Vorselaar woonde. Het waterkasteel was in het bezit van de adellijke familie sinds 1911. Na zijn dood ging het kasteel over in handen van een beheersvennootschap en werd het niet meer bewoond.
Raymond de Borrekens was zoon van Edouard de Borrekens (1874-1935) en Marie-Louise van de Werve (1876-1956). Hij huwde met Charlotte de Gruben (1902-1970). Ze kregen drie kinderen, Michel, Eduard Germain Marie en Béatrice.
Als eerbetoon aan Raymond de Borrekens werd in 2009 zowel een streekbier, 't Baronneke, gebrouwen als een grote reuzenpop gecreëerd door de kunstenaressen Chris Hoegaerts en Nicole Gios die wanneer niet meegedragen in een optocht een ereplaats in het gemeentehuis kreeg.